# Мухаммад Алам
Мухаммад Алам ибн Мухаммад Канзуль Алам (малайск. Muhammad Alam ibni Muhammad Kanzul Alam; ум. 1828) — султан Брунея, правивший в 1826—1828 годах.

## Биография
Был сыном султана Мухаммада Канзуля Алама, после смерти которого в 1826 году, захватил власть, отстранив от власти своего племянника Омара Али, сына своей сестры Нур Алам. 
Став султаном, он показал себя как жестокий правитель, что вызвало его непопулярность и восстание против него, в ходе которого он был свергнут, а затем задушен. Новым султаном стал его племянник Омар Али Сайфуддин II.